# أوشا تشافان
أوشا تشافان هي ممثلة هندية، ولدت في 17 أكتوبر 1955 في الهند.

## وصلات خارجية
- أوشا تشافان على موقع IMDb (الإنجليزية)